# Cantonul Saillagouse
Cantonul Saillagouse este un canton din arondismentul Prades, departamentul Pyrénées-Orientales, regiunea Languedoc-Roussillon, Franța.

## Comune
- Angoustrine-Villeneuve-des-Escaldes
- Bourg-Madame
- Dorres
- Égat
- Enveitg
- Err
- Estavar
- Eyne
- Font-Romeu-Odeillo-Via
- Latour-de-Carol
- Llo
- Nahuja
- Osséja
- Palau-de-Cerdagne
- Porta
- Porté-Puymorens
- Saillagouse (reședință)
- Sainte-Léocadie
- Targassonne
- Ur
- Valcebollère